# Lacconectus khaosokensis
Lacconectus khaosokensis är en skalbaggsart som beskrevs av Michel Brancucci och Gusich 2004. Lacconectus khaosokensis ingår i släktet Lacconectus och familjen dykare. Inga underarter finns listade i Catalogue of Life.